# Ełk Szyba Zachód
Ełk Szyba Zachód – przystanek osobowy na osiedlu Szyba przy ulicy Kolejowej w Ełku, w województwie warmińsko-mazurskim, w Polsce. 

## Ruch pasażerski
| Rok  | Wymiana pasażerska na dobę |
| ---- | -------------------------- |
| 2017 | 0-9                        |
| 2022 | 10-19                      |

Przystanek obsługuje ruch regionalny na trasie Ełk-Pisz-Olsztyn Główny. Budynki stacyjne rozebrane zostały w grudniu 2014 roku. W budynku dworca znajdowała się strażnica przejazdowa. Bezpośrednio przed peronem znajdowała się bocznica szlakowa Ełk Tartak. W latach 2018–2019 przystanek został zmodernizowany.